# Pseudophacopteron cuniculus
Pseudophacopteron cuniculus är en insektsart som beskrevs av Malenovsk², Burckhardt och Tamesse 2007. Pseudophacopteron cuniculus ingår i släktet Pseudophacopteron och familjen Phacopteronidae. Inga underarter finns listade i Catalogue of Life.